# Марчак Валерій Феофанович
Валерій Феофанович Марча́к (нар. 30 травня 1949, Красногірка) — український художник і педагог; член Львівської організації Спілки художників України з 1993 року.

## Біографія
Народився 30 травня 1949 року в селі Красногірці (нині Голованівський район Кіровоградської області, Україна). 1977 року закінчив Львівський інститут прикладного та декоративного мистецтва, де навчався зокрема у Теофіла Максисько, Романа Сельського. Дипломна робота — триптих-панно виставкового характеру, присвячене 60-річчю Жовтневої революції: «Соціалістична революція» (керівник К. С. Маєвський, оцінка — відмінно, похвала державної екзаменаційної комісії).
Після здобуття фахової освіти працював у Львівському інституті прикладного та декоративного мистецтва/Львівській національній академії мистецтв: професор, у 1987—2000 роках — завідувач кафедри живопису. З 2000 року — ректор приватної Української академії дизайну у Львові. Жив у Львові в будинку на вулиці Кульпарківській, № 135, квартира № 44 та у будинку на вулиці Граб'янки, № 5 квартира № 3.

## Творість
Працює у галузі станкового і монументального живопису (автор монументальних розписів, мозаїк на архітектурних об'єктах Львова). Серед робіт:
- мозаїка «Медицина» (1991);
- серія акварелей «Моя Україна» (2008);

живопис
- «Українські народні казки» (1986);
- «Пращури» (1990);
- «Козацька пісня» (1994);
- «Шлюб» (1994);
- «Святе сімейство» (1994);
- «Козацька планета» (1995);
- «Літо» (1997);
- «Джерело» (2010);
- «Берегиня» (2011);
- «Спрага» (2013);
- «Криниця» (2013);
- «Україна-мати» (2015).

Бере участь у всеукраїнських, міжнародних художніх виставках з 1970-х років. Персональні виставки відбулися у Львові у 1981, 1999 роках, Бардієві у 1993 році.
Уклав підручник «Про малярство» (Київ, 2018).